# 侏儒紫螺
侏儒紫螺（学名：Janthina umbilicata），舊屬异腹足目紫螺科Jodina屬，今仍歸紫螺科紫螺屬。

## 分佈
本物種見於全世界暖海洋，在東亞見於韩国、台湾，常栖息在浅海沙底。